# Невельсон, Ман Самсонович
Ман (Марк) Самсонович (Самуилович, Самойлович) Невельсон (1896—1937) — военный и политический деятель, экономист, участник Левой оппозиции в Советском Союзе.

## Биография
Родился в еврейской семье. Являлся зятем Л. Д. Троцкого (Бронштейна). Член РСДРП(б) с 1917, участник Февральской и Октябрьской революций. Во время Гражданской войны — комиссар полка, политический комиссар дивизии, начальник политического отдела армии. С 1923 на хозяйственной работе, работал в народного комиссариата промышленности и торговли, в 1927 экономист. Проживал с женой, заведующей детским домом, в Москве.

### Репрессии
Участник объединённой оппозиции, в конце 1927 исключён из ВКП(б). Арестован и 30 декабря 1927 особым совещанием при коллегии ОГПУ (ОС при КОГПУ) по статье 58 пункту 10 УК РСФСР осуждён к ссылке в село Самарово Тобольского округа, затем оказался в Верхнеленске Иркутской области, с января 1928 в политической ссылке в Тобольске.
- Постановлением ОС при КОГПУ от 17 августа 1928 выслан в Чувашскую АССР, находился в ссылке в Чебоксарах.
- 11 февраля 1929 ОС при КОГПУ СССР во изменение прежнего постановления, заменяет приговор на три года заключения в политизолятор за троцкизм.
- 14 декабря 1931 ОС при КОГПУ СССР продлевает срок заключения на два года, отбывал заключение в Верхнеуральском политизоляторе.
- 16 июня 1933 ОС при КОГПУ СССР во изменение прежнего постановления высылает через полномочное представительство ОГПУ на 2 года.
- Отбывал ссылку в Казахской ССР, но в 1935 арестован НКВД за троцкизм.
  - Написал открытое письмо генеральному секретарю Сталину[1].
- Осуждён Военной коллегией верховного Суда СССР в октябре 1937 к ВМН и расстрелян.

## Личная жизнь
Ман Самсонович был зятем Л. Д. Троцкого (Бронштейна).
- Сын — Лев Маннович Невельсон (3 декабря 1921 — 22 апреля 1941) — студент исторического факультета СГУ (сокурсник Л. И. Либова, оставившего о нём воспоминания), расстрелян[2].
- Дочь — Волина Манновна Невельсон (1925 — ?) — в начале 1930-х вывезена в УССР и пропала без вести.
- Дочь — Александра Мановна Невельсон (1923—2023).